# Долњи Хабартице
Долњи Хабартице (чеш. Dolní Habartice) је насељено мјесто са административним статусом сеоске општине (чеш. obec) у округу Дјечин, у Устечком крају, Чешка Република.

## Становништво
Према подацима о броју становника из 2014. године насеље је имало 565 становника.